# From Now On
From Now On är en EP-skiva av och med Marit Bergman, utgiven på skivbolaget BMG 2003. Singeln innehåller en duett med Moneybrother, covers på Mary J Blige och Fireside samt Marit Bergmans egen låt "From Now On".

## Låtlista
1. "From Now On"
2. "Real Love"
3. "Last Word"
4. "Sweatbead"